# HD 18538
HD 18538，又名BD+51 665，SAO 23765、HR 891，是一颗恒星，视星等为6.74，位于銀經142.11，銀緯-5.63，其B1900.0坐标为赤經2h 53m 45.7s，赤緯+51° -5.63′ 16″。